# Durchführungsverordnung (EU) 2023/138
Die Durchführungsverordnung (EU) 2023/138 zur Festlegung bestimmter hochwertiger Datensätze und der Modalitäten ihrer Veröffentlichung und Weiterverwendung wurde am 21. Dezember 2022 von der EU-Kommission auf Grundlage der Open-Data-Richtlinie erlassen. Sie definiert eine Liste hochwertiger Datensätze, die von Mitgliedstaaten unter ebenfalls definierten freien Lizenzen veröffentlichen müssen. Die Verordnung ist ab dem 9. Juni 2024 anzuwenden.

## Verwendbare Lizenzen
Nach Artikel 4 können die Daten entweder als gemeinfrei oder mit Namensnennung als Bedingung veröffentlicht werden. Dabei werden die Creative-Commons-Lizenzen CC0 und CC-BY 4.0 explizit als Referenzlizenzen genannt. Die Nutzung anderer, den genannten Creative-Commons-Lizenzen gleichwertiger Lizenzen ist zulässig, die Nutzung restriktiverer Lizenzen ist nicht zulässig.

## Themenfelder
Die Verordnung listet hochwertige Datensätze in den Themenfeldern Georaum, Erdbeobachtung und Umwelt, Meteorologie, Statistik, Unternehmen und Eigentümerschaft von Unternehmen sowie Mobilität. Die meisten Datensätze aus den Themenfeldern Georaum, Erdbeobachtung und Umwelt und Mobilität sind dabei bereits der INSPIRE-Richtlinie gelistet. Für die Datensätze sind in der Verordnung teilweise Qualitätsstandards definiert, etwa der Maßstab bei Katasterdaten oder die Verwendung der vollen zeitlichen Auflösung bei meteorologischen Messdaten von Wetterstationen.

## Auswirkungen
Das Bundesamt für Kartographie und Geodäsie kündigte an, dass sich mit der Anwendung der Verordnung im Juni 2024 die Regelungen für Gebühren für die Nutzung der Daten ändern werden.